# Омдурман
Омдурма́н (араб. أم درمان‎) — місто на річці Білий Ніл в Судані, входить в міську агломерацію з Хартумом і Північним Хартумом. Населення Омдурмана як такого становить більше 1,2 мільйона осіб (1993).
Місто має свою власну історію, що відноситься до періоду повстання махдистів у Судані. Тут похований лідер повстання, Махді Мухаммад ібн Абдалла, а в битві під Омдурманом англійські війська під командуванням Гораціо Герберта Кітченера розбили повстанські сили і забезпечили відновлення британського контролю над Суданом.

## Клімат
Місто знаходиться у зоні, котра характеризується кліматом тропічних пустель. Найтепліший місяць — червень із середньою температурою 34 °C (93.2 °F). Найхолодніший місяць — січень, із середньою температурою 22.8 °С (73 °F).
| Клімат Омдурмана        | Клімат Омдурмана | Клімат Омдурмана | Клімат Омдурмана | Клімат Омдурмана | Клімат Омдурмана | Клімат Омдурмана | Клімат Омдурмана | Клімат Омдурмана | Клімат Омдурмана | Клімат Омдурмана | Клімат Омдурмана | Клімат Омдурмана | Клімат Омдурмана |
| Показник                | Січ.             | Лют.             | Бер.             | Квіт.            | Трав.            | Черв.            | Лип.             | Серп.            | Вер.             | Жовт.            | Лист.            | Груд.            | Рік              |
| Середня температура, °C | 22,8             | 24,5             | 28,1             | 31,3             | 33,9             | 34               | 32               | 31,2             | 32,2             | 31,9             | 27,6             | 24               | 29,5             |
| Норма опадів, мм        | 0                | 0                | 0                | 0.3              | 2.6              | 5.5              | 43.1             | 64.5             | 21.2             | 3.3              | 0.2              | 0                | 140.7            |
| Днів з опадами          | 0                | 0                | 0,1              | 0,1              | 0,8              | 1,2              | 4,7              | 4,8              | 3                | 1,1              | 0                | 0                | 15,8             |
| Вологість повітря, %    | 27.6             | 22               | 17.1             | 15.6             | 18.7             | 26.9             | 41               | 47.1             | 39.1             | 28.1             | 26.5             | 30.1             | 28.3             |
| ----------------------- | ---------------- | ---------------- | ---------------- | ---------------- | ---------------- | ---------------- | ---------------- | ---------------- | ---------------- | ---------------- | ---------------- | ---------------- | ---------------- |
| Джерело: Weatherbase    |                  |                  |                  |                  |                  |                  |                  |                  |                  |                  |                  |                  |                  |

## Уродженці
- Фатіма Абдель Махмуд (1945—2018) — суданський політик, перша жінка в Судані, яка була призначена на посаду міністра.

## Галерея

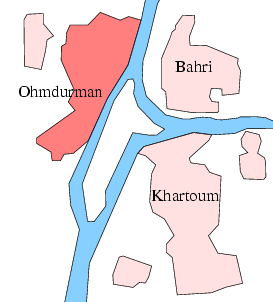
План розташування Омдурмана, Хартума і Бахрі
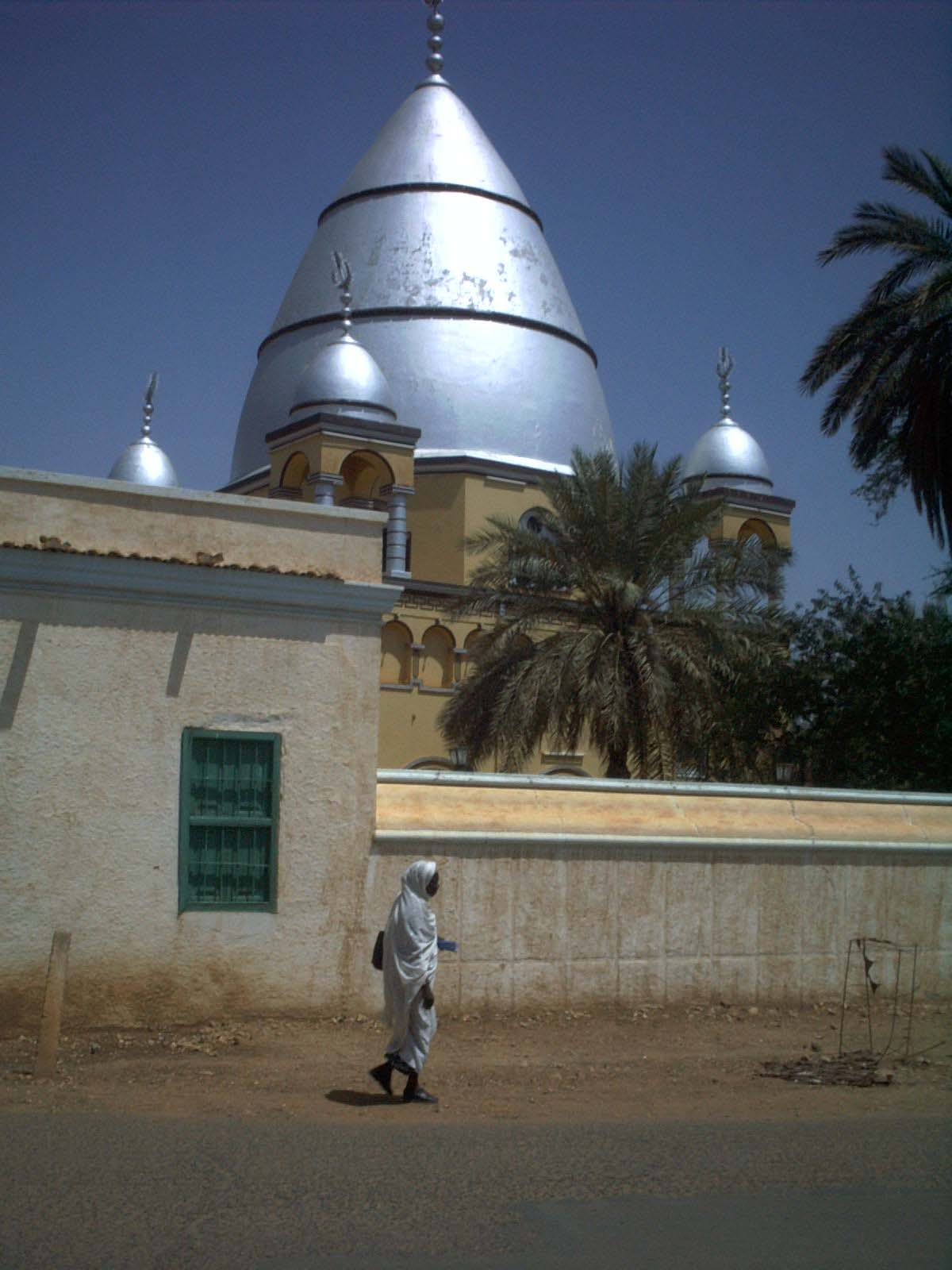
Гробниця Аль-Махді
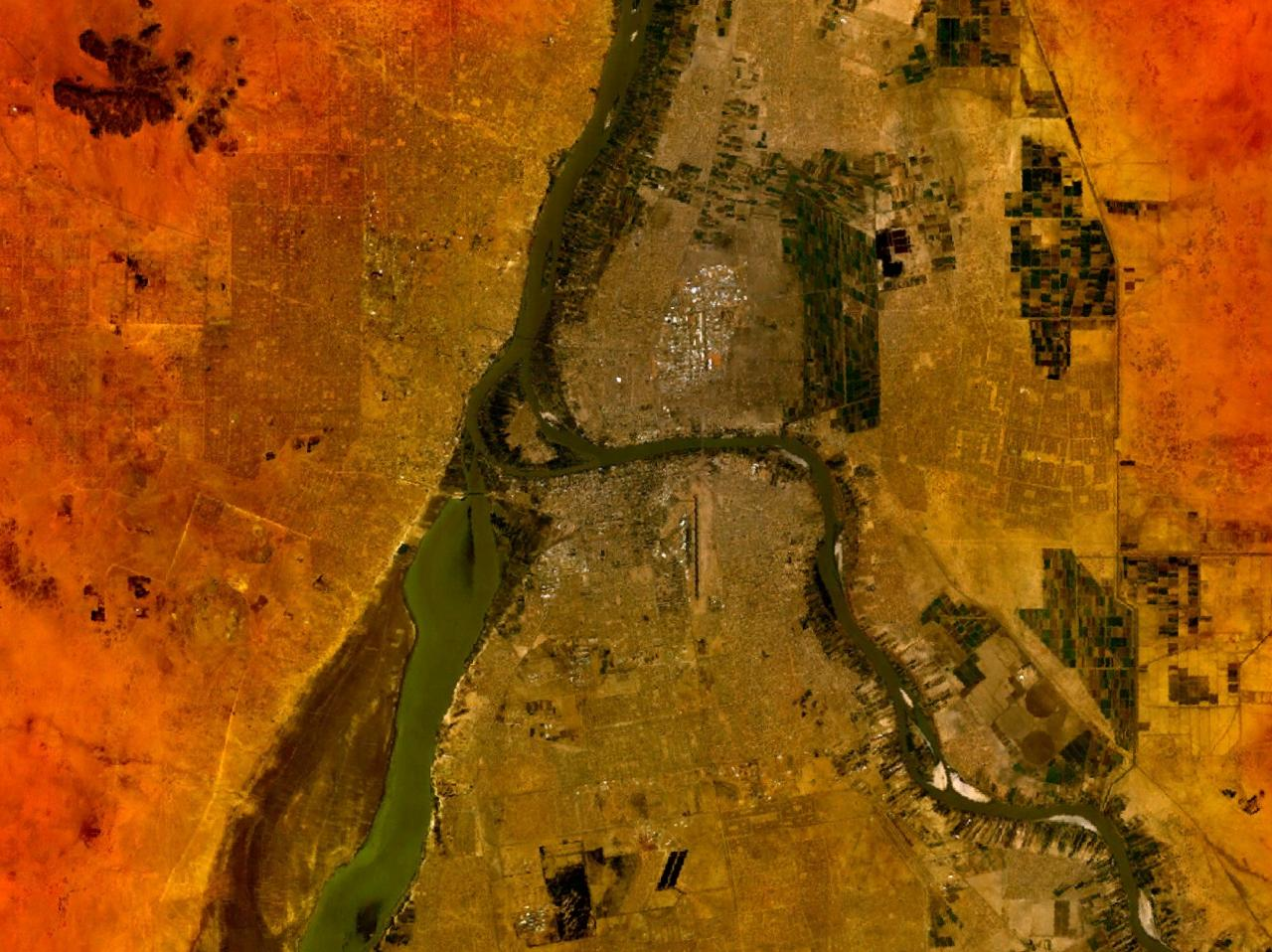
Вигляд з космосу